# Parti uni du Canada
 (septembre 2019).
Si vous disposez d'ouvrages ou d'articles de référence ou si vous connaissez des sites web de qualité traitant du thème abordé ici, merci de compléter l'article en donnant les références utiles à sa vérifiabilité et en les liant à la section « Notes et références ».
Le Parti uni du Canada (en anglais, United Party of Canada) est un ancien parti politique fédéral canadien. Il a été fondé en novembre 2009. Ses principes clés sont la responsabilité fiscale, le progressisme social et le développement durable. Le parti a été formé de membres issus de diverses formations politiques. Il a été radié volontairement d'Élections Canada le 31 août 2016.
Le nom "Parti uni du Canada" et son équivalent en anglais United Party of Canada ont ensuite été repris par un autre parti sans relation avec celui-ci et dont le chef est Carlton L. Darby. Ce nouveau parti a été enregistré par Élections Canada en septembre 2019. En décembre 2020, Élections Canada annonce la radiation de ce parti, effective le 31 décembre, pour cause de non-respect de la Loi électorale du Canada concernant les rapports et déclarations obligatoires.